# Soteld

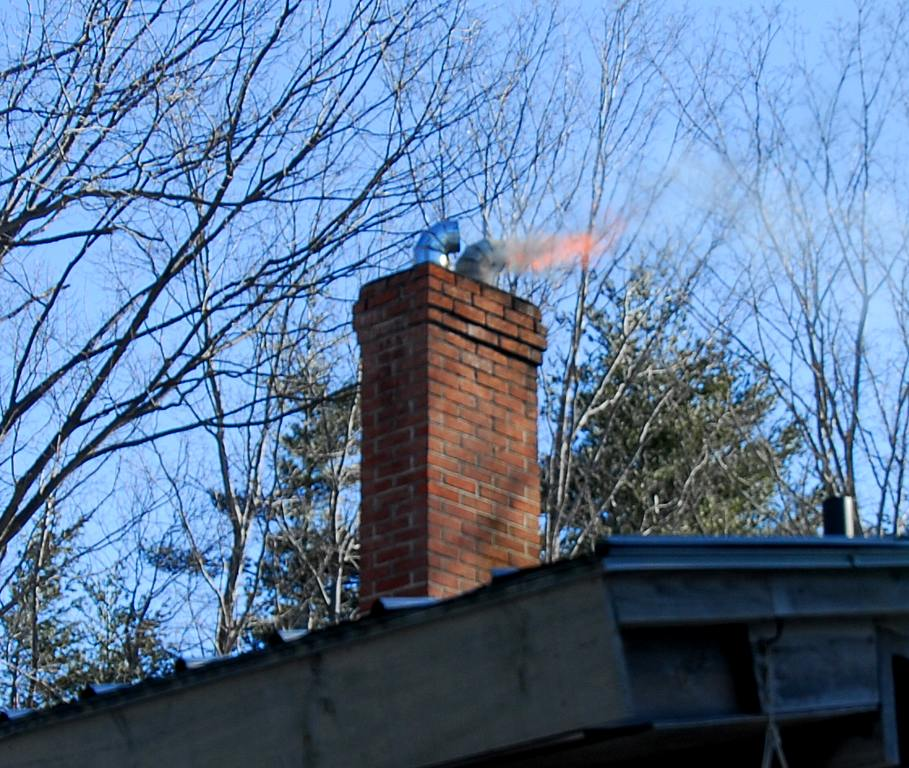
En skorstensbrand

Soteld eller skorstensbrand uppkommer när tjära i en skorsten börjar brinna. Tjäran uppkommer oftast av fuktig ved och/eller dålig tilluft till förbränningen.
En soteld har ett väldigt häftigt förlopp och temperaturer på 1 000 grader Celsius och högre förekommer. Soteld kan orsaka försvagningar i skorstenen och även ge upphov till brand utanför skorstenen. Dessutom sväller tjära vid förbränning, vilket kan orsaka stopp i skorstenen med risk för att värmen leds ut genom uppkomna sprickor. 

## Orsaker till soteld
En soteld kan uppstå av en eller flera av nedanstående orsaker:
- Det kan bli luftföroreningar från värmepannan som ger sot och det kan bli beläggningar i skorstenen som i långa loppet kan orsaka soteld.
- Man har för låg panntemperatur och då kyls rökgaserna för tidigt och man kan då få kondensutfällning. Kondensation uppstår när rökgaser som är 300 C varma kyls ner, då sker en kondensering av vattnet i rökgaserna och då utfälls blanksotet tjära som är svårt att sota bort och det har en antändningstemperatur av endast 100-400 C.
- Har man dålig lufttillförsel pyr elden med för dålig förbränning och det blir stor rökgasbildning.
- Har man skadat eller slitet brännarmunstycke ger det dålig förbränning och det kan uppstå sotbildning.
- Har man för stor panneffekt och pannan snabbt når upp till full effekt kan det bli så att regulatorn stänger dragluckan vilket resulterar i pyreldning och stor rökgasbildning, detta problem är mindre idag på grund av att man har ackumulatortank.
- Har man hål i skiljeväggarna mellan kanalerna i skorstenen kan det innebära risk för överföring av sot till andra kanaler som är tänkta för exempelvis ventilation.
- Är skorstenen dåligt isolerad kyls brandgaserna med kondensering som följd.
- Eldar man med sur ved åtgår energi till torkning av veden, vatten och ånga som bildas kyler rökgaserna och det kan uppstå kondensering.

## Bekämpning av en soteld
När räddningstjänsten kommer till en soteld, börjar man med att stänga dragluckor för att minska soteldens intensitet
Två brandmän skickas upp på taket med påtagna rökskydd och kontrollerar de risker som finns där. Öppna takfönster stängs och om det är kraftigt gnistregn täcks kringliggande ventilationskanaler över. Man ska även vara uppmärksam på om gnistor från sotelden kan orsaka brandspridning i grannskapet.
Inom byggnaden måste man få tillträde så att man kan kontrollera hela skorstenen, här kan man ha hjälp av värmekamera. Kontrollera särskilt rensluckor, ventiler och de delar av skorstenen som genomlöper bjälklag eller på annat sätt är dolda av garderober, paneler och dylikt. Eventuellt måste man såga upp runt bjälklag.
De som är uppe på taket släpper ner en kätting ända ner, det kan kontrolleras i rensluckan vid pannan att hela kättingen är nere, kättingen hålls hela tiden i rörelse.
En person ska vara på plats nere vid pannan, denne skall vara försedd med rökskydd och radio så det går att hålla kontakt med dem som är på taket. En brandsläckare eller vattenfylld slang skall finnas nere i källaren. Sotet som faller ner tas ut i rensluckan och begjuts med vatten.
Kontrollera hela tiden hela skorstenen och känn om den blir varmare.
När sotelden brunnit ut skall fastighetsinnehavaren ha uppmärksamhet på skorstenen de närmast följande timmarna.
Innan man får elda i panna efter en soteld måste en sotare ha varit där och besiktigat skorstenen.